# Klein Glienicke
Klein Glienicke (letteralmente "Glienicke piccola", in contrapposizione alla vicina Groß Glienicke – "Glienicke grande") è un quartiere della città tedesca di Potsdam.